# Peter Heusch
Peter Heusch (* 9. März 1938 in Halle; † 13. April 2014 in Frankfurt am Main) war ein deutscher Schauspieler, Regisseur, Rundfunkautor, Hörspielsprecher und Synchronsprecher.

## Leben
Heusch wuchs im Allgäu auf, ließ sich in Hannover zum Schauspieler ausbilden und war seit 1964 als Schauspieler in Theater und Fernsehen tätig. 
Unter anderem war er in den Krimiserien Ein Fall für zwei (1987, 1989) und Tatort: Der kalte Tod (1996) zu sehen. Im Theater trat er unter anderem bei den Münchner Kammerspielen auf, ehe er ab 1982 als Regisseur und Autor für verschiedene Theater arbeitete. Ab 1987 war Heusch Rundfunkautor. Zudem arbeitete er als Regisseur und Sprecher bei den Sendern NDR, HR, SWR, WDR, ZDF, ARTE und 3sat. So fungierte er als Erzähler in der Dokumentationsserie Hitlers Frauen. Als Synchronsprecher war Heusch in dem Film Auf den Spuren von Batman zu hören.
Fast 20 Jahre lang las Heusch in Peter Härtlings Sendung Literatur im Kreuzverhör auf hr2-kultur Auszüge aus den Werken vor, die Gegenstand der literarischen Rätsel waren. Dreizehn Jahre lang las er im Literaturhaus Frankfurt den vollständigen Roman Auf der Suche nach der verlorenen Zeit von Marcel Proust. Zudem war er in Videospielen wie Ratchet & Clank (als Clank), Die Siedler, Stronghold 1, Mafia 1 sowie Stronghold Crusader, Gothic 1, 2 und 3 und als Erzähler in den Spongebob-Schwammkopf-Hörspielen zu hören.
Ab 1988 war Heusch Dozent für Sprache an der Hochschule für Musik und Darstellende Kunst Frankfurt am Main. Seit 1994 übte er diese Tätigkeit auch am Sprachinstitut II der Johann-Wolfgang-Goethe-Universität Frankfurt am Main sowie am Institut für Angewandte Theaterwissenschaft der Justus-Liebig-Universität Gießen aus.
Heusch lebte zuletzt in Frankfurt am Main, wo er im Alter von 76 Jahren verstarb.

## Hörspiele
- 1974: Tankred Dorst: Auf dem Chimborazo – Regie: Ulrich Gerhard (Hörspiel (Kunstkopf) – BR/RIAS Berlin/SDR)